# Enno Narten
Enno Narten (* 6. April 1889 in Oldenburg; † 10. Januar 1973 in Hannover) zählt zu den wichtigsten Persönlichkeiten des frühen Wandervogels und war maßgeblich beteiligt am Erwerb und Aufbau der Jugendburg Ludwigstein.

## Leben
Enno Narten war der Sohn von Hermann Narten und seiner Frau Sophie geborene Spehr. Enno Narten war schon in jungen Jahren begeisterter Wandervogel, anfänglich im Alt-Wandervogel und später im Wandervogel e. V. Mit der heutigen Jugendburg Ludwigstein kam er im Jahre 1908 auf einer Studienexkursion in Kontakt. Auf der Burg Hanstein sprach sein Professor Hans Stille mit Blick auf die Ruine der Ludwigstein die Worte aus: „Narten, das wäre doch etwas für sie und ihren Wandervogel, so eine verlassene Burg!“
Auch wenn anlässlich des Meißnertreffens im Oktober 1913 das Interesse an der Burg innerhalb der Jugendbewegung wuchs, beendete der Erste Weltkrieg konkretere Vorhaben. Unter Bezug auf das Meißnertreffen erschien zwischen 1914 und 1918 ein erster Aufruf unter der Überschrift „Aufruf zum Erwerb der Burg Ludwigstein im Werratal b. Witzenhausen“.
In der Weihnachtsnacht 1914 fasste Narten zusammen mit anderen „Feldwandervögeln“ im nordfranzösischen Saint-Quentin den Entschluss, die Burg Ludwigstein zu erwerben und zu einem lebendigen Ehrenmal für die gefallenen Wandervögel auszubauen. Diese Idee konnte jedoch erst nach dem Krieg umgesetzt werden. Wie kein anderer warb Narten für den Erwerb und den Wiederaufbau der Burg Ludwigstein. Am 4. April 1920 gründete er die „Vereinigung zum Erwerb und Erhalt der Burg Ludwigstein“, deren Vorsitz er auch übernahm. Dieses Amt übte er bis 1925 aus. 1920 heiratete er seine Frau Ilse Narten geb. Peine (1894–1974), mit der er drei Kinder hatte.
1927 wurde er in Zeitz der erste Kreisjugendpfleger Preußens und leitete ab 1929 mehrere Jahre lang ein Burschen- und Lehrlingsheim in Leipzig. Am 23. Dezember 1939 beantragte er die Aufnahme in die NSDAP und wurde zum 1. März 1940 aufgenommen (Mitgliedsnummer 7.554.267).
Nach der Überführung der Hannoverschen Heimatfreunde e.V. 1942 in ein neues ‚Gauheimatwerk‘, das der direkten Aufsicht von Gauleiter Lauterbacher unterstand, wurde Enno Narten Vorsitzender des Vereins. Als solcher rief er im September 1942 die Mitglieder zur Teilnahme am „Heinrich Sohnrey-Wettbewerb“ auf sowie zur Werbung neuer Mitglieder, um „unter dem Gedanken der Heimat einen grundlegenden Beitrag zum Werk unserer Führers und für unser grosses deutsches Reich zu leisten“.
Mit der Wiedergründung der „Vereinigung zum Erwerb und Erhalt der Burg Ludwigstein“ im Jahr 1946 übernahm er abermals deren Vorsitz. Nach dem Zweiten Weltkrieg arbeitete er als Jugendpflegedezernent. Er engagierte sich gegen die Wiederbewaffnung und den Vietnamkrieg, war im Naturschutz aktiv und Mitbegründer des Jugendrotkreuzes in Niedersachsen. Aufgrund seines Einsatzes gegen die Wiederbewaffnung wurde Narten wie schon 1933 aus der SPD ausgeschlossen. Zur Wahl des Niedersächsischen Landtages am 19. April 1959 kandidierte Narten für die Partei Bund der Deutschen, deren Hauptanliegen die Neutralität und Wiedervereinigung Deutschlands war.
Anlässlich des 37. Todestages von Enno Narten wurde am 10. Januar 2010 auf der Jugendburg Ludwigstein der Grundstein für den Enno-Narten-Bau gelegt. Das Gebäude wurde am 15. September 2012 eingeweiht und ist nach Angaben der Erbauer das „größte Strohballenhaus der Republik“. Anfang 2011 wurde das Projekt von der UNESCO zum UN-Dekadeprojekt „Bildung für nachhaltige Entwicklung“ ernannt.

## Schriften
- Ansichtspostkarten und Heimatschutzbewegung, in: Hannoverland, 5. Jahrgang (1911), S. 123–125